# جامعة باكينغهامشير الجديدة
جامعة باكينجهامشير الجديدة (BNU) هي جامعة عامة في باكينجهامشير، إنجلترا، ولها فروع في هاي ويكومب، وأيلسبري، وأوكسبريدج، وغريت ميسيندين. يعود تاريخ المؤسسة إلى عام 1891، عندما تم تأسيسها باسم كلية العلوم والفنون، ومنذ ذلك الحين عُرفت بشكل مختلف باسم معهد ويكومب التقني وكلية ويكومب للتكنولوجيا والفنون وكلية باكينجهامشير للتعليم العالي. كانت كلية جامعية من 1999 حتى 2007، عندما تم قبول طلبها للحصول على وضع جامعي.

## تاريخ

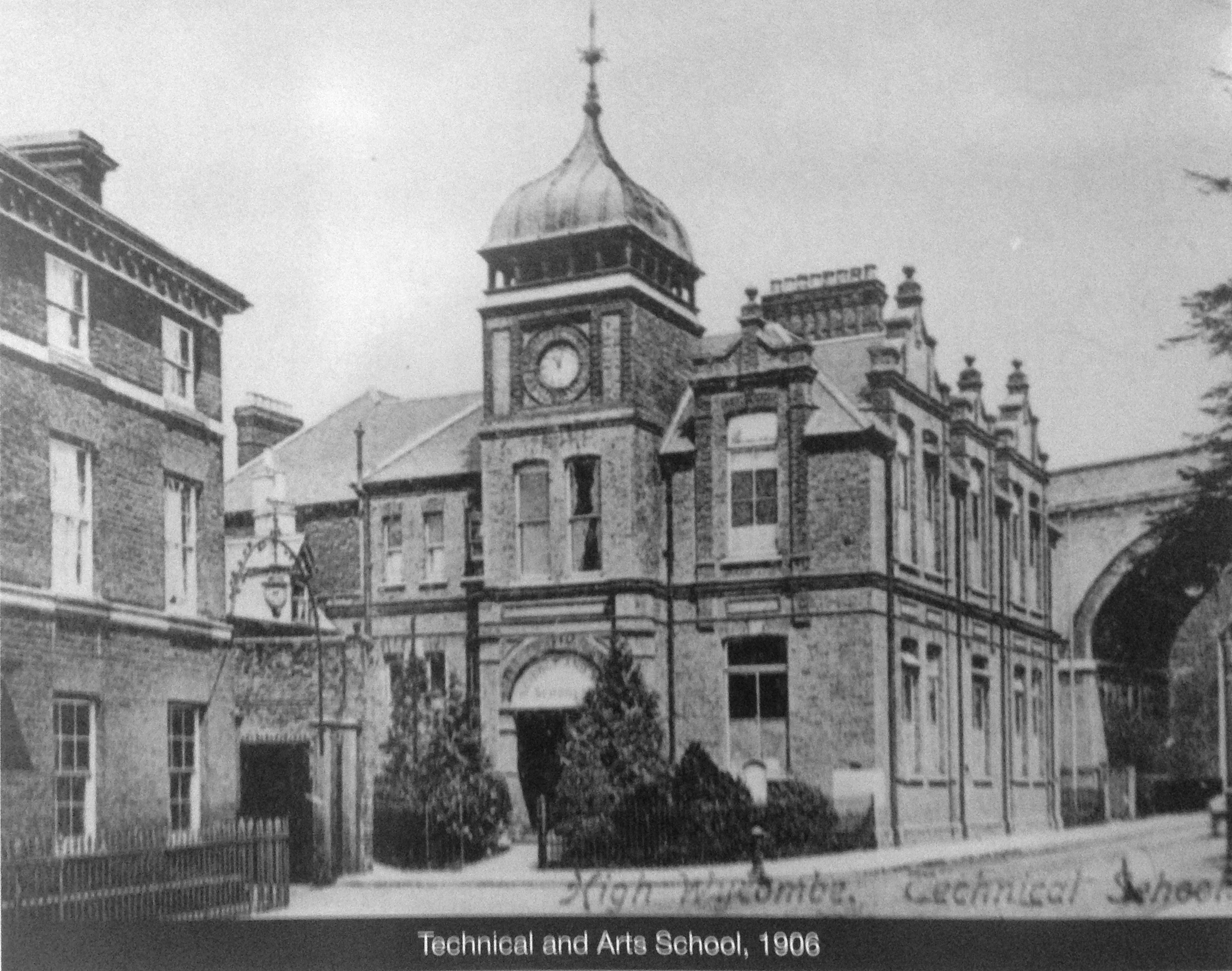
مدرسة ثانوية ويكومب الفنية عام 1906

### القرن ال 20
تأسست في عام 1891 باسم كلية العلوم والفنون،  وقد تم تأسيسها في البداية بأموال عامة تم جمعها من ضريبة على البيرة والمشروبات الروحية وتعيينها لتوفير دروس مسائية لسكان هاي ويكومب والمنطقة المحلية.بعد الحرب العالمية الأولى، أعيدت تسميته معهد ويكومب التقني، حيث أقام روابط وثيقة مع الحرف المحلية مثل صناعة الأثاث والخزائن والمساعدة في توفير المهارات لقدامى المحاربين المصابين حتى يتمكنوا من العثور على عمل في الصناعات المحلية. 
تم بناء المزيد بعد الحرب العالمية الثانية، وفي 6 مايو 1963 تم افتتاح المرافق الجديدة رسميًا من قبل وزير التعليم، السير إدوارد بويل.  تغيير جديد في الاسم، رافقته كلية هاي ويكومب للتكنولوجيا والفنون هذا التوسع. 
حتى أواخر الستينيات، عمل حوالي 3000 شخص في صناعة الأثاث في هاي ويكومب،  و 80٪ من الكراسي الخشبية المصنعة في بريطانيا صنعت هناك.
في عام 1975 اندمجت كلية هاي ويكومب للفنون والتكنولوجيا مع كلية نيولاند بارك للتعليم في تشالفونت سانت جايلز، وتم تغيير اسمها إلى كلية باكينجهامشير للتعليم العالي. في نفس العقد تم الاستحواذ على Missenden Abbey، وهو دير أوغسطيني سابق تأسس عام 1133، وفي مايو 1988 تم افتتاحه رسميًا كمركز إداري من قبل الأمير ريتشارد، دوق غلوستر. 
في مارس 1999، منحتها الحكومة وضع الكلية الجامعية، غيرت اسمها مرة أخرى إلى كلية جامعة باكينجهامشير شيلترنز. في هذا الوقت تقريبًا، وصفها دليل أي جامعة بأنها «متاهة ملموسة»، والتي من غير المرجح أن تكون «جلب جوائز معمارية للمنزل».

### القرن ال 21

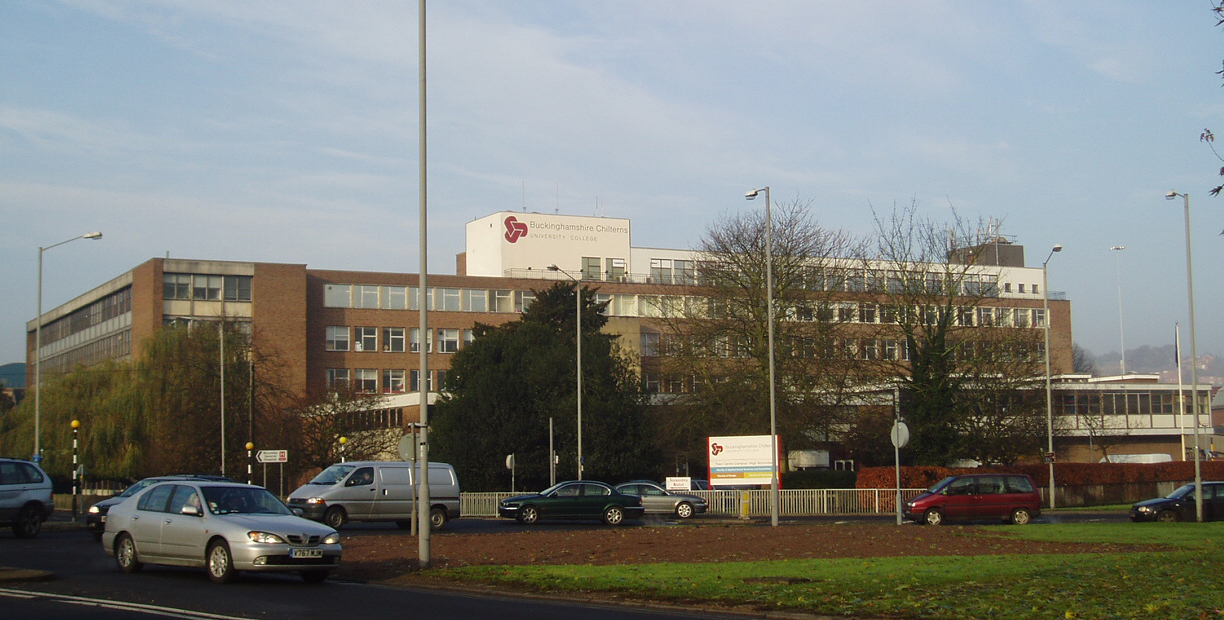
حرم هاي ويكومب الجامعي في عام 2004 ، قبل تشييد مبنى جيتواي

في عام 2007 غيرت اسمها مرة أخرى، هذه المرة من «جامعة باكينجهامشير شيلترنز» إلى اسمها الحالي «جامعة باكينجهامشير الجديدة» («باكز») عندما تمت الموافقة على طلبها للحصول على وضع جامعي من قبل مجلس الملكة الخاص. تستخدم الجامعة الآن الاختصار "BNU" كمعرف مختصر لها بدلاً من "Bucks". تزامن هذا التغيير مع تغيير العلامة التجارية لجامعة 2021.
تم رفض الأسماء البديلة مثل "University of Wycombe" و "Wycombe University" و "University of High Wycombe" و "High Wycombe University" و "University of Buckinghamshire" و "Buckinghamshire Chilterns University". تم مهاجمة الاسم المختار بسرعة من قبل جامعة باكنغهام لاستخدام اسم المقاطعة. النقاد  جادلوا بأن العنصر «الجديد» لاسم الجامعة سيبدو في غير محله على المدى الطويل.
كان لدى Bucks خطط طموحة لدمج حرمها الجامعي المقسم في موقع مبني لهذا الغرض بالقرب من Hughenden Park في High Wycombe على أرض مملوكة سابقًا لشركة CompAir.[بحاجة لمصدر] بينما فشلت هذه الخطط، غيرت الجامعة خططها لتجديد وتوسيع الحرم الجامعي الرئيسي بالإضافة إلى دمج كل من حرم ويلسبورن وتشالفونت في موقع هاي ويكومب.[بحاجة لمصدر] بالإضافة إلى ذلك تم بناء قاعات سكنية جديدة في موقع Hughenden Park.
الجامعة هي الراعي الأكاديمي الرئيسي للكلية التقنية بجامعة باكينجهامشير، وهي كلية تقنية جامعية جديدة افتتحت في أيليسبري في سبتمبر 2013.

## الحرم الجامعي

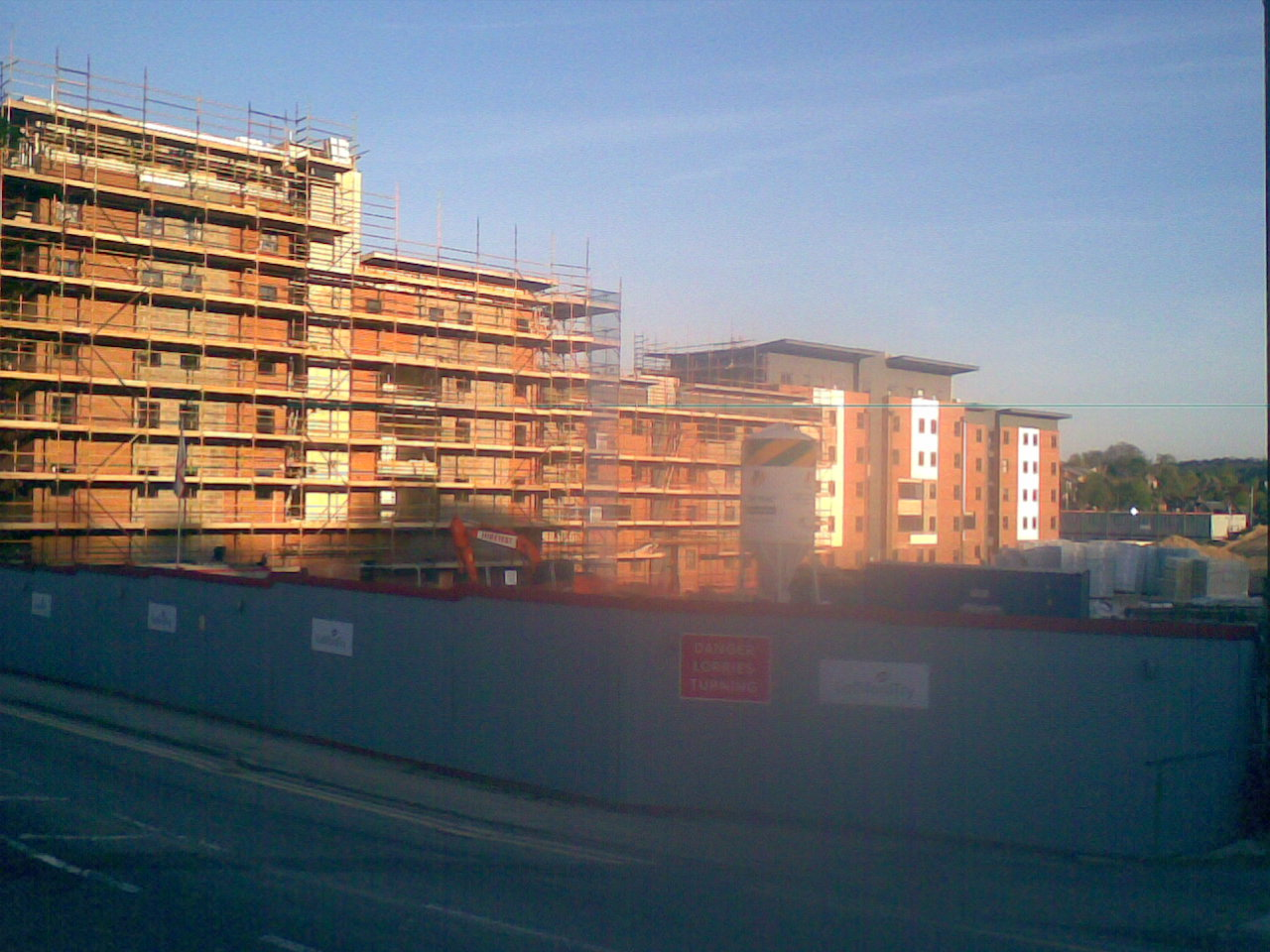
قرية Hughenden Park Student Village قيد الإنشاء عام 2009

تدير الجامعة أكثر من أربعة حرم جامعي: High Wycombe Campus (ينتمي سابقًا إلى High Wycombe College of Art and Technology)، منذ عام 2009 موقع في أوكسبريدج في لندن بورو في هيلينجدون، وهو قاعدة مزدهرة لطلاب التمريض وأبحاث الرعاية الصحية التطبيقية، وهو حرم جامعي في Aylesbury وموقع معروف باسم Missenden Abbey وهو أيضًا مركز للمؤتمرات.
في عام 2008، تخلصت الجامعة من حرمين جامعيين قائمين؛ حرم Chalfont (بالقرب من Little Chalfont ) وحرم Wellesbourne (بالقرب من Hazlemere).

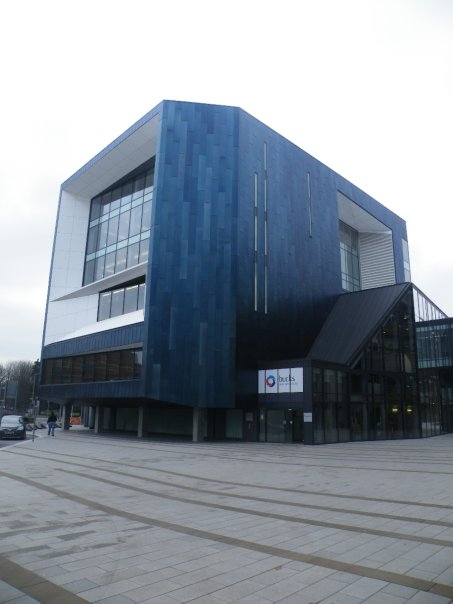
مبنى البوابة

### بناء البوابة
قامت الجامعة بتطوير كبير لحرم High Wycombe الجامعي بهيكل كبير، يُعرف باسم Gateway Building ، يجري بناؤه على واجهة المبنى الحالي. فازت بجائزة RIBA في عام 2010.
مجمع على أحدث طراز، The Gateway يوفر مزيجًا غنيًا من المرافق ذات المعايير التجارية، بما في ذلك قاعة الرياضة / الأحداث ومركز اللياقة البدنية ومختبر الأداء واستوديوهات الرقص والدراما ومختبرات تصميم الصوت واستوديوهات تسجيل الموسيقى وإنتاج الفيديو أجنحة، مركز موارد تعليمية متكامل حديث، مقهى وغرف اجتماعات ومؤتمرات. كما أن لديها مرافق شاشة خضراء ونظام التقاط الحركة.

### قاعات السكن

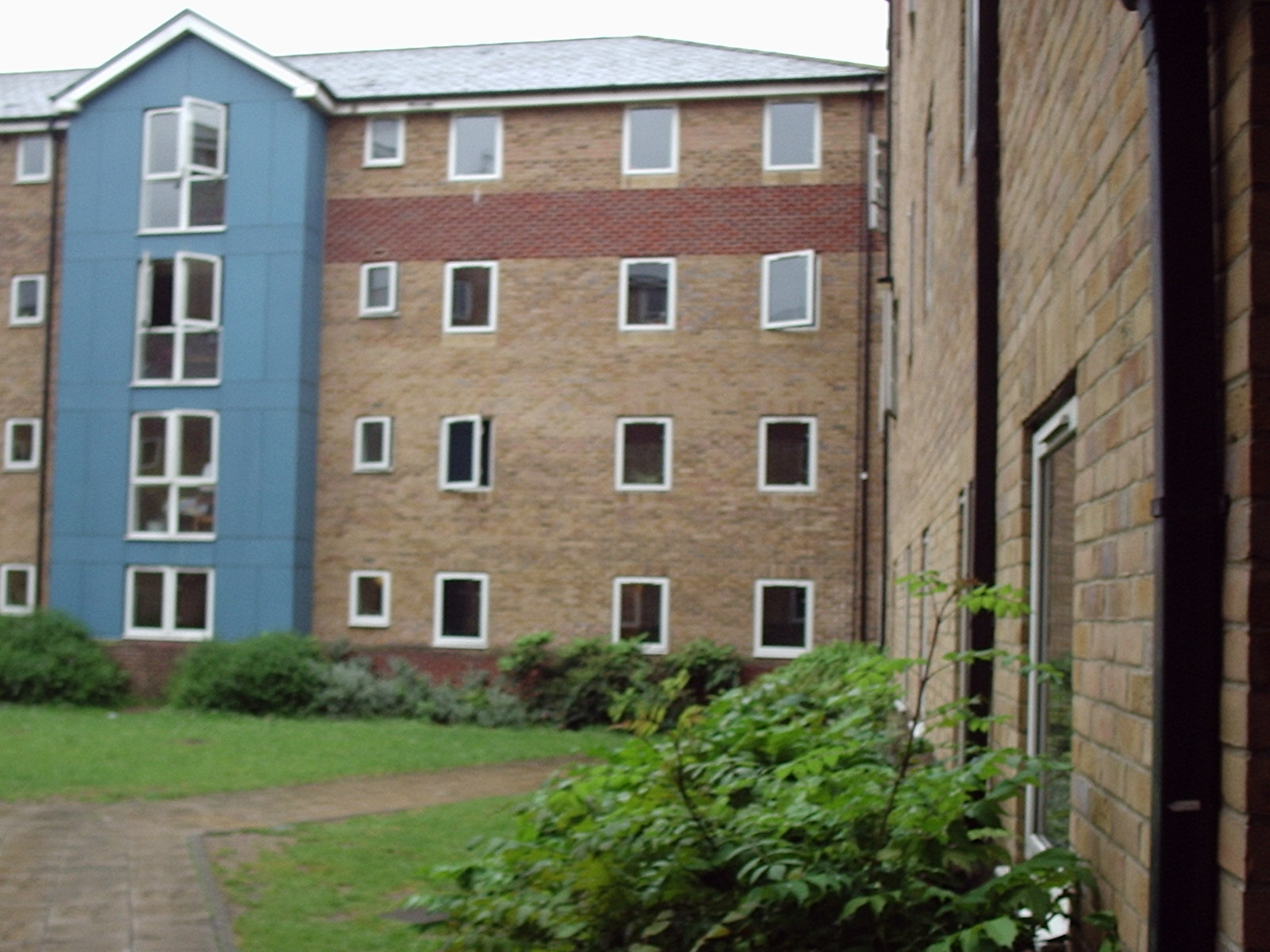
قاعات شارع بروك

هناك مجموعة من أماكن الإقامة في جامعة باكس الجديدة بما في ذلك قاعات السكن والمنازل المُدارة وقرية الطلاب:
- قاعة Brook Street Halls هي الأولى التي تم بناؤها لجامعة Bucks الجديدة، وتحتوي على 396 غرفة وتقع مقابل محطة حافلات High Wycombe ، على بعد خمس دقائق سيرًا على الأقدام من حرم الجامعة.
- تم الانتهاء من قرية Hughenden Park Student Village في عام 2009. تحتوي جميع غرف الطلاب البالغ عددها 410 على حمامات داخلية وتقع المنطقة على بعد 15 دقيقة سيرًا على الأقدام من حرم جامعة ويكومب الجامعي.
- يقع Windsor House في وسط مدينة High Wycombe. تم شراء الكثير من الحوزة المستخدمة لبناء القاعات من مركز التسوق Chilterns .

## الملف الأكاديمي

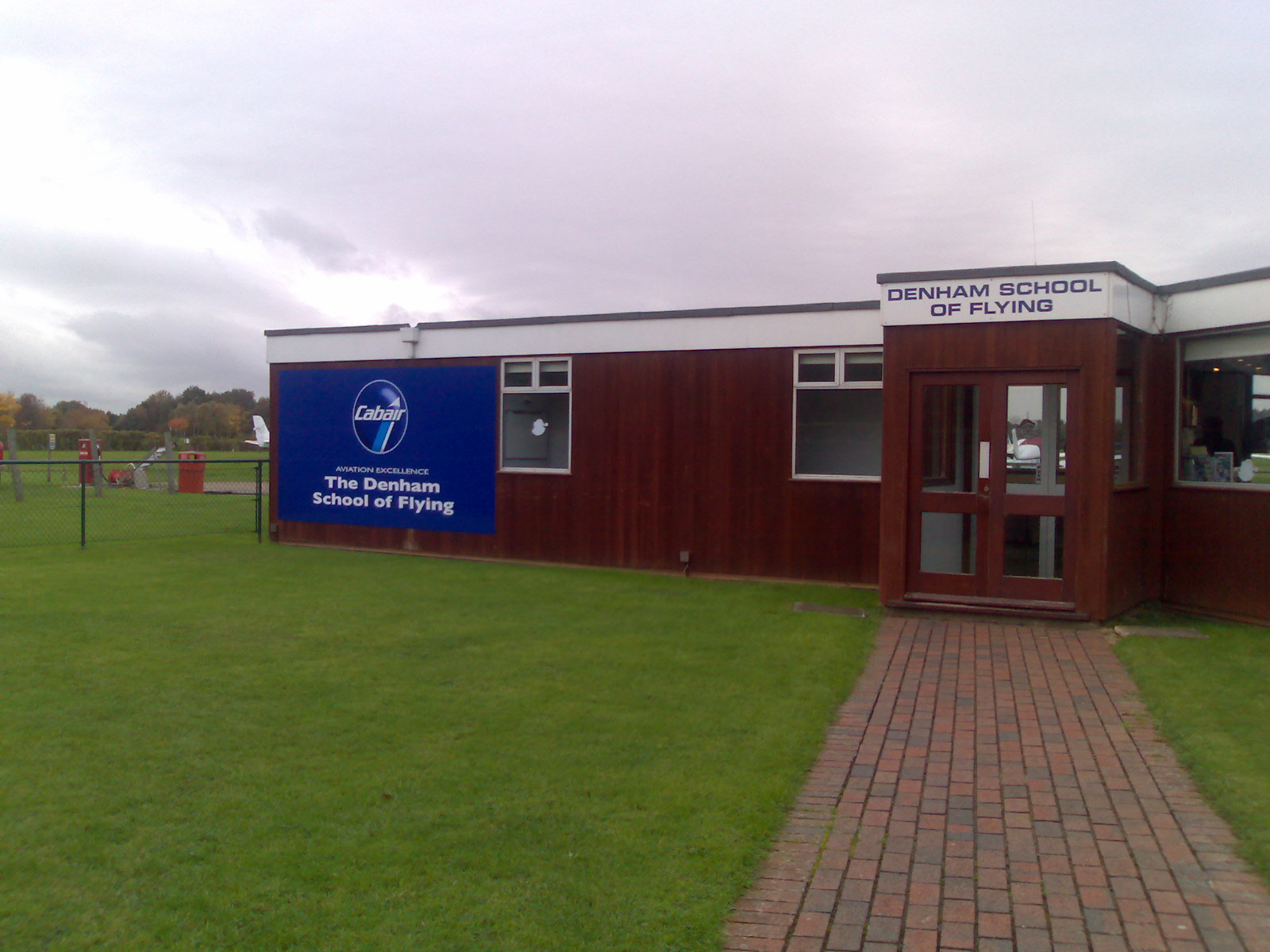
Cabair في دنهام الدولية

### السمعة والتصنيفات
في نوفمبر 2013، احتلت هافينغتون بوست المرتبة 12 في المملكة المتحدة في قائمة الجامعات الإبداعية. تم تضمينها أيضًا في قائمة أفضل 14 جامعة إبداعية في المملكة المتحدة من قبل The Daily Telegraph في ديسمبر 2013. محليًا، تم تصنيف الجامعة في المرتبة 113 من أصل 130 جامعة (كاملة)، 92 من 121 جامعة (الجارديان)، 113 من 131 (تايمز / صنداي تايمز) .

### مكانة البحث
بالنسبة لأحدث إطار عمل التميز البحثي (REF) لعام 2014، كانت الدرجات «ممتازة دوليًا» أو «رائدة عالميًا» لبعض الطلبات المقدمة في مجالات المهن الصحية المساعدة، ودراسات الأعمال والإدارة، وعلوم الرياضة والتمارين الرياضية، والفن والتصميم.

### الدورات المتخصصة
تدير الجامعة العديد من الدورات المتخصصة.
دورة النقل الجوي مع تدريب الطيارين التجاريين هي دورة تتيح للطلاب فرصة الدراسة للحصول على رخصة طيار محترف أثناء إجراء الدراسات الجامعية في مجالات مثل عولمة صناعة النقل الجوي والسلامة الصحية والأمن لشركات الطيران والمطارات. ذهب العديد من الطلاب السابقين (بما في ذلك نائب رئيس الطيارين في فيرجين أتلانتيك ديفيد بروكس) للحصول على وظائف كطيارين في مدارس الطيران وشركات الطيران المستأجرة وخطوط الطيران في جميع أنحاء العالم بما في ذلك Susi Air وCathay Pacific وQatar وBMI وRyanair.
على الرغم من أن دورة النقل الجوي مع تدريب الطيارين التجاريين تهدف إلى توفير التوجيه والدعم للطلاب بهدف أن يصبحوا طيارين تجاريين، إلا أن العديد من الطلاب مستوحون من وحدات مختلفة من الدورة ويتابعون وظائف في مجالات أخرى داخل صناعة النقل الجوي. في عام 2009، أنشأ الخريج أنتوني كو أعماله التجارية الخاصة بإصلاحات الكمبيوتر DexFix.  بعد ذلك وبالتزامن مع دراساته في الصحة والسلامة والأمن لشركات الطيران والمطارات، يقدم Coe الآن خدمات تعاقدية لفرق عمل مكافحة الإرهاب في جميع أنحاء العالم.
تقدم الجامعة العديد من الدورات المبتكرة الأخرى مثل إدارة الموسيقى وإنتاج الأفلام والتلفزيون. تقدم الجامعة أيضًا دورة في الرسوم المتحركة والتأثيرات المرئية، تم إطلاقها في سبتمبر 2013.
تقدم جامعة Bucks New ، بالشراكة مع أكبر خدمة شرطة غير حضرية في المملكة المتحدة Thames Valley Police ، درجة تدريب مهني للوافدين الجدد إلى الشرطة.

## أكاديميون
كان تريفور بايليس محاضرًا ضيفًا متكررًا، وكان حاضرًا في حفل التخرج لعام 2004 وعرض الدراسات العليا؛ حصل على درجة فخرية من الجامعة عام 2007، وكان حاضرًا في الافتتاح الرسمي لمبنى جيتواي في عام 2010.

الشعار السابق حتى 30 مارس 2021.

## الخريجين
- سيمون سكيلت - مدير الحدث
- نويل فيلدينغ - ممثل وكوميدي
- ديف براون - ممثل وكوميدي
- فيرونيكا كارلسون - عارضة أزياء وممثلة
- فيليب كومين - مصمم أثاث
- ريبيكا ستيفنس - مغنية
- معجبين كيت - باند
- أوتو ديكر - لاعب كرة قدم إنجليزي-أمريكي
- لوسيان إركولاني - مصمم أثاث
- جون بولام - فنان
- كريس جويس - ممثل
- جاي بليدز - مرمم أثاث ومقدم تلفزيوني
- روبن داي (مصمم)
- ثروات نعومي
- بروك كينسيلا
- كلوي روجرز
- ريكاردو بي لويد - ممثل بريطاني

## روابط خارجية
- جامعة باكينجهامشير الجديدة - الموقع الرسمي
- اتحاد طلاب باكز